# 에덴밸리리조트
에덴밸리리조트는 한국 경상남도 양산시 원동면에 위치한 스키장이다. 현재 한국 최남단의 스키장이다.

## 가는편
- 함양울산고속도로 배내골 나들목 → 국가지원지방도 제69호선 → 지방도 제1051호선
- 경부고속도로 양산 나들목 → 지방도 제1051호선

## 같이 보기
- 대한민국의 스키장 목록